# Cyrtonus puncticeps
Cyrtonus puncticeps é uma espécie de artrópode pertencente à família Chrysomelidae.